# Нампа, Анон
Анон Нампа (тайск. อานนท์ นำภา) — тайский правозащитник, юрист, общественный и политический деятель. Известен тем, что открыто критикует монархию Таиланда, нарушая тем самым табу. Первоначально он считался известным защитником прав человека во время его пребывания в должности юриста-правозащитника, а затем накопил множество уголовных обвинений из-за своего активного участия в политической деятельности. Считается одной из главных фигур протестов в Таиланде в 2020 — 2021 годах.
По состоянию на июнь 2021 года он был освобождён под залог из следственной тюрьмы Бангкока.

## Биография

### Происхождение
Анон Нампа родился в семье в провинции Ройет, богатой сельским хозяйством. Его родители занимались выращиванием риса на ферме.

### Ранние годы
Анон получил высшее образование в Университете Рамакхамхаенг по специальности юриспруденция. Заинтересовался правами человека в 2006 году. В 2008 году он продолжил карьеру юриста по правам человека и стал защитником в судебных делах против известных активистов протестов 2010 года, в том числе Ампона Тангноппакула и Пхай Дао Дина. Его способность вести уголовные дела принесла ему прозвище «адвокат красных рубашек».

### Переворот 2014 года
После военного переворота в Таиланде в 2014 году Анон помогал тайским коллегам-юристам во многих делах, связанных с нарушениями прав человека. Он также сам начал заниматься политической деятельностью. В 2015 году в конечном итоге стал соучредителем Resistant Citizen Group. С тех пор, как он стал активно участвовать в политической деятельности, против него было возбуждено несколько уголовных дел по обвинению в «нарушении закона».

### Протестное движение 2020–2021 годов

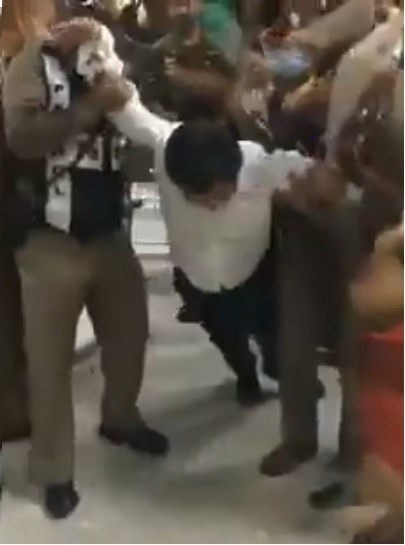
Первое задержание Нампа 7 августа 2020 года

19 августа 2020 года Анон вместе со студенческим активистом Паритом Чивараком были арестованы полицией после предъявления обвинений в проведении массовых антиправительственных митингов 18 июля 2020 года в Бангкоке на фоне всемирной пандемии COVID-19. Им также были предъявлены обвинения в нарушении правил безопасности и гигиены в соответствии со статьей 116 Уголовного кодекса.
После демонстраций 18 июля Анон Нампа вместе с другим видным активистом Панупонгом Ядноком провёл ещё один митинг 3 августа 2020 года. Во время демонстрации Анон призвал к структурной реформе монархического правления в Таиланде, а также обвинил короля Маха Вачиралонгкорна в поддержке авторитаризма и антиконституционных изменений в стране. Его замечания о монархии и королевской семье были сочтены властями спорными, поскольку клевета на тайскую монархию является незаконной и может повлечь за собой наказание в виде 15 лет лишения свободы в соответствии с положениями об Оскорбление величества в Таиланде. В августе 2020 года его арестовывали три раза за проведение двух разных митингов 18 июля и 3 августа. В сентябре 2020 года суд отклонил ходатайство об освобождении под залог Нампа и Яднока, после чего они были помещены под стражу до дальнейшего уведомления. Суд постановил, что они оба нарушили условия освобождения под залог, вновь приняв участие в протестах.
Сторонники теорий заговора ультрароялистов обвинили Анона Нампа в участии в глобальном заговоре «Народная революция» против Таиланда.